# Hannah Ertel
Hannah Ertel (ur. 5 sierpnia 1978) – niemiecka judoczka. Olimpijka z Atlanty 1996, gdzie zajęła siódme miejsce w półciężkiej.
Startowała w Pucharze Świata w latach 1995, 1996, 1998–2000. Zdobyła brązowy medal na mistrzostwach Europy w 1996. Trzecia na igrzyskach wojskowych w 1999. Złota medalistka wojskowych MŚ w 1998 roku.

## Letnie Igrzyska Olimpijskie 1996
| Konkurencja | Rundy eliminacyjne           | Rundy eliminacyjne  | Repasaże           | Repasaże              | Klas. końcowa |
| Konkurencja | 1/32                         | 1/16                | Przeciwnik I       | Przeciwnik II         | Miejsce       |
| ----------- | ---------------------------- | ------------------- | ------------------ | --------------------- | ------------- |
| 72 kg       | Sandra Atsuko Bacher (USA) Z | Yōko Tanabe (JPN) P | Kate Howey (GBR) Z | Diadenis Luna (CUB) P | 7.            |